# Kenneth Arrow
Kenneth Joseph Arrow (Nueva York, 23 de agosto de 1921-Palo Alto, California, 21 de febrero de 2017) fue un economista estadounidense de origen judío.
Fue laureado con el Premio del Banco de Suecia en Ciencias Económicas en memoria de Alfred Nobel en 1972 junto con John Hicks. Es considerado uno de los economista más destacados de la teoría económica neoclásica en el periodo posterior a la Segunda Guerra Mundial.

## Biografía
Nació en Nueva York el 23 de agosto de 1921, en el ámbito de una familia judía rumana que emigró a Estados Unidos. Estudió la educación secundaria en el Townsend Harris High School y posteriormente se licenció en 1940, en el City College (Universidad de la Ciudad de Nueva York), en Ciencias Sociales, que combinó con estudios de matemática, posteriormente realizó su maestría en matemática, en la Universidad de Columbia, aunque por influencia del economista Harold Hotelling, se cambió al departamento de Economía por su trabajo de graduación.
Entre 1942 y 1946 sirvió en el Ejército estadounidense. Obtuvo su doctorado en la Universidad de Columbia en 1951.
Entre 1949 y 1968 trabajó en la Universidad de Stanford, primero como profesor ayudante y, más tarde, como jefe del Departamento de Economía y Estadística; también fue miembro del equipo de investigaciones en ciencias sociales (1952) y del Instituto de Estudios Avanzados para Ciencias del Comportamiento (1956-1957). En 1962 formó parte del Consejo de Economía del gobierno y un año después fue nombrado miembro del Churchill College de Cambridge. Entre 1968 y 1979 trabajó en la Universidad de Harvard (en la que introdujo sus nuevos métodos para elaborar teoría económica) y en 1979 regresó a Stanford. Fue laureado con el Premio del Banco de Suecia en Ciencias Económicas en memoria de Alfred Nobel (Premio Nobel de Economía) en 1972 junto con el británico sir John Richard Hicks, por sus teorías sobre el equilibrio general económico y el bienestar. En 1951 publicó su obra más importante, Elección social y valores individuales, en la que expuso su "teorema de la imposibilidad", según el cual resulta inviable elaborar una función de bienestar social a partir de funciones de bienestar individual sin infringir ciertas condiciones mínimas de racionalidad y equidad; por esta obra se reconoce a Kenneth Arrow como el fundador de la moderna teoría económica de la elección social.
Fue miembro de la Pontificia Academia de Ciencias Sociales.

## Contribuciones
Sus principales contribuciones fueron en el campo de la teoría de la decisión, especialmente su teorema de imposibilidad de Arrow y el análisis del equilibrio general en microeconomía.
Otras contribuciones son: la función de producción CES (elasticidad constante de sustitución), la introducción de los conceptos de riesgo moral y selección adversa, establecer las bases para la teoría de la información en la economía y la medida de aversión al riesgo de Arrow-Pratt.

### El teorema de imposibilidad
Su teorema de imposibilidad, también conocido como la paradoja de Arrow, muestra que no es posible diseñar reglas para la toma de decisiones sociales o políticas que obedezcan estrictamente al criterio de racionalidad. Forma parte de su tesis de doctorado Social choice and individual values.

### Teoría del equilibrio general
Junto a Gerard Debreu (quien recibiera el Premio del Banco de Suecia en Ciencias Económicas en memoria de Alfred Nobel por este trabajo en 1983), Arrow demostró por primera vez de manera formal la existencia de un equilibrio de "vaciamiento del mercado" si se cumplen ciertas hipótesis restrictivas. Este trabajo fue la primera demostración formal del primer y segundo teorema del bienestar en la teoría del equilibrio general.

## Obras
- Arrow, Kenneth Joseph (1974). Elección social y valores individuales. Ministerio de Economía y Hacienda. ISBN 978-84-7196-111-2.
- Arrow, Kenneth Joseph; Hahn, F. H. (1977). Análisis general competitivo. Fondo de Cultura Económica de España. ISBN 978-84-375-0119-2.
- Arrow, Kenneth Joseph; Raynaud, Hervé (1989). Opciones sociales y toma de decisiones mediante criterios múltiples. Alianza Editorial. ISBN 978-84-206-6702-7.